# التغليف والتعبئة المستدامة
التغليف والتعبئة المستدامة (بالإنجليزية: Sustainable packaging)‏ هو تطوير واستخدام التعبئة والتغليف ما يؤدي إلى تحسين الاستدامة. وهذا يتضمن زيادة استخدام مخزون دورة الحياة وتقييم دورة الحياة  للمساعدة على توجيه استخدام التغليف لتقليل التأثير البيئي والبصمة البيئية. ويتضمن نظرة على كامل سلسلة التوريد: من الوظيفة الأساسية، إلى التسويق، ونهاية الحياة والانبعاث.

## نبذة
قد تكون نسبة التكلفة البيئية إلى القيمة مفيدة. وتتمثل الأهداف في تحسين قدرة البشر على البقاء ونوعية حياتهم على المدى الطويل وطول عمر النظم البيئية الطبيعية. ويجب أن تلبي التعبئة والتغليف المستدام الاحتياجات الوظيفية والاقتصادية للحاضر دون المساس بقدرة الأجيال المقبلة على تلبية احتياجاتها الخاصة. الاستدامة ليست بالضرورة حالة نهائية بل عملية مستمرة للتحسين.
يشكل التغليف المستدام إضافة جديدة نسبيًا إلى الاعتبارات البيئية للتغليف. يتطلب المزيد من التحليل والوثائق للنظر في تصميم الحزمة واختيار المواد والمعالجة ودورة الحياة.
«الحركة الخضراء» الغامضة التي كانت العديد من الشركات تحاول إدراجها على مدى السنوات الماضية. تقوم الشركات التي تنفذ إجراءات مواتية للبيئة بتخفيض بصمتها الكربونية، باستخدام المزيد من المواد المعاد تدويرها وإعادة استخدام المزيد من مكونات الحزم.
وكثيرًا ما تشجع الموردين والعاملين في محال التعبئة والموزعين على أن يحذوا حذوها. مثلًا بحث الباحثون في دائرة البحوث الزراعية استخدام الأفلام القائمة على الألبان بديلًا للتغليف النفطي. بدلًا من صنع الأفلام من البوليمرات الاصطناعية فإنها تتكون من بروتينات مثل الكازين ومصل اللبن. وستكون الأفلام قابلة للتحلل الحيوي، وتوفر حواجز أكسجين أفضل من الأفلام الاصطناعية القائمة على المواد الكيميائية. يجب إجراء المزيد من الأبحاث لتحسين جودة الحاجز المائي للأفلام المستندة إلى الألبان، ويجري العمل بنشاط على إحراز تقدم في التعبئة والتغليف المستدام.
لابد من تقديم مطالبات التسويق البيئي وقراءتها بحذر. قد تكون عناوين الغسيل الأخضر الغامضة مثل التعبئة والتغليف الأخضر والصديقة للبيئة مربكة دون تعريف محدد. تقوم بعض الجهات التنظيمية، مثل لجنة التجارة الاتحادية في الولايات المتحدة الأمريكية، بتقديم الإرشاد للعبوات.
تعيد الشركات استخدام وإعادة تدوير التعبئة عندما تكون قابلة للحياة اقتصاديًا. كان استخدام الحد الأدنى من التغليف هدفًا مشتركًا للمساعدة على خفض التكاليف. وقد عجلت السنوات الأخيرة من هذا المجهود القائم على الحركات الاجتماعية، وضغط المستهلك، والتنظيم. وتشمل جميع مراحل التعبئة والتوزيع والخدمات اللوجستية.
لم يعد التغليف المستدام يركز على مجرد إعادة التدوير. وليس التغليف الهدف البيئي الوحيد، مع أنه لا يزال الأهم للكثيرين. وكثيرًا ما يُدقق في التغليف، سواءً كان صحيحًا أم خاطئًا، ويُستخدم مقياسًا للاستدامة الشاملة للشركة، مع أنه قد يساهم بنسبة ضئيلة في مجموع التأثير البيئي مقارنةً بأشياء أخرى، مثل النقل، واستخدام المياه والطاقة.